# New Pine Creek (Oregon)
New Pine Creek az Amerikai Egyesült Államok északnyugati részén, Oregon állam Lake megyéjében, a 395-ös út mentén, a kaliforniai határ mentén, az ottani, szintén New Pine Creek nevű közösségtől északra, a Lúd-tótól keletre elhelyezkedő statisztikai- és önkormányzat nélküli település. A 2010. évi népszámláláskor 120 lakosa volt. Területe 6,4 km², melynek 100%-a szárazföld.
A Stateline Road mentén, a Lúd-tóhoz közel található a Lúd-tavi Állami Pihenőhely, amelytől nem messze halad a megyei önkormányzat tulajdonában álló Lake County Railroad észak–déli irányú vasútvonala. New Pine Creektől keleti irányban található a Fremont–Winemai Nemzeti Erdőhöz tartozó Fremonti Nemzeti Erdő.
A település Lake megye legrégebbi közössége. Eredetileg a közeli Fenyő-patak után Pine Creeknek hívták volna, ám ilyen névvel már létezett település, így, mivel a posta az egyedi neveket preferálta, végül a mai nevet választották. A helyi postahivatal 1876-ban kezdte meg működését, élére S. A. Hamersley került.
New Pine Creek Oregon legdélibb települése.

## Éghajlat
A Köppen-skála alapján a város éghajlata meleg nyári mediterrán (Csb-vel jelölve). A legcsapadékosabb hónap december, a legszárazabb időszak pedig július–augusztus. A legmelegebb hónap július, a leghidegebb pedig december.
| Hónap                         | Jan.  | Feb.  | Már.  | Ápr.  | Máj. | Jún. | Júl. | Aug. | Szep. | Okt.  | Nov.  | Dec.  | Év    |
| ----------------------------- | ----- | ----- | ----- | ----- | ---- | ---- | ---- | ---- | ----- | ----- | ----- | ----- | ----- |
| Rekord max. hőmérséklet (°C)  | 18,3  | 20,6  | 26,7  | 28,3  | 36,1 | 36,1 | 39,4 | 37,8 | 38,9  | 32,2  | 25,6  | 18,9  | 39,4  |
| Átlagos max. hőmérséklet (°C) | 3,9   | 6,1   | 10,6  | 13,9  | 18,9 | 23,9 | 28,9 | 28,9 | 24,4  | 17,8  | 8,3   | 3,3   | 15,8  |
| Átlaghőmérséklet (°C)         | −0,6  | 1,1   | 4,8   | 7,5   | 11,7 | 15,9 | 20,0 | 19,8 | 15,6  | 10,0  | 3,3   | −1,4  | 9,0   |
| Átlagos min. hőmérséklet (°C) | −5,0  | −3,9  | −1,1  | 1,1   | 4,4  | 7,8  | 11,1 | 10,6 | 6,7   | 2,2   | −1,7  | −5,0  | 2,3   |
| Rekord min. hőmérséklet (°C)  | −32,2 | −30,0 | −20,6 | −12,2 | −7,2 | −3,3 | 0,0  | −1,1 | −8,3  | −15,0 | −20,0 | −32,2 | −32,2 |
| Átl. csapadékmennyiség (mm)   | 61    | 55    | 53    | 43    | 34   | 22   | 6    | 8    | 12    | 29    | 61    | 79    | 463   |
| Forrás: The Weather Channel   |       |       |       |       |      |      |      |      |       |       |       |       |       |

## Népesség
A 2010-es népszámláláskor  120 lakója, 50 háztartása és 36 családja volt. A népsűrűség 18,8 fő/km2. A lakóegységek száma 61, sűrűségük 9,5 db/km2. A lakosok 83,3%-a fehér,  5%-a indián,  0,8%-a a Csendes-óceáni szigetekről származik, 5,8%-a egyéb, 5%-a pedig kettő vagy több etnikumú. A spanyol vagy latino származásúak aránya 9,2% (2,5% mexikói,   6,7% egyéb spanyol vagy latino származású.)
A háztartások 20%-ában élt 18 évnél fiatalabb. 56% házas, 12% egyedülálló nő, 4% egyedülálló férfi, 28% pedig nem család. 22% egyedül élt; 10%-uk 65 éves vagy idősebb. Egy háztartásban átlagosan 2,4 személy élt; a családok átlagmérete 2,69 fő.
A medián életkor 50,3 év volt. Lakóinak 16,7%-a 18 évesnél fiatalabb, 6,7% 18 és 24 év közötti, 20,9%-uk 25 és 44 év közötti, 25%-uk 45 és 64 év közötti, 22,5%-uk pedig 65 éves vagy idősebb. A lakosok 45%-a férfi, 55%-a pedig nő.

## Fordítás
Ez a szócikk részben vagy egészben  a   New Pine Creek, Oregon című angol Wikipédia-szócikk ezen változatának fordításán alapul.  Az eredeti cikk szerkesztőit annak laptörténete sorolja fel. Ez a jelzés csupán a megfogalmazás eredetét és a szerzői jogokat jelzi, nem szolgál a cikkben szereplő információk forrásmegjelöléseként.